# Prêmio Dickson
O Prêmio Dickson é um prêmio anual instituído em 1969 por Joseph Z. Dickson e Agnes Fischer Dickson. Diversos de seus laureados também foram agraciados com um Prêmio Nobel.

## Os dois Prêmios Dickson
- Prêmio Dickson de Medicina da Universidade de Pittsburgh
- Prêmio Dickson de Ciências da Universidade Carnegie Mellon